# حبيب يغمائي
حبيب يَغمائي (1901 - 14 مايو 1984) صحفي وباحث أدبي وشاعر إيراني.

## حياته
هو حبيب بن أسد الله ولد عام 1320 هـ/1901 أو 1902م في بلدة خور، يتصل نسبه بأبي الحسن الجندقي الشاعر. تعلم في دامغان ثم في طهران بدار المعلمين. عُيِّن رئيسا لدائرة الثقافة والمعارف في سمنان فيما بعد ونُقل في بعض مناصب الإدارية في مجاله. كان معلما في مدرسة دار الفنون بطهران. أسس مجلة يغما في عام 1948 وقام بنشرها حتى قامت الثورة الإسلامية الإيرانية في 1957. قام بتحرير بعض الآثار الكلاسيكية الفارسية. شارك في العديد من المؤتمرات التي عقدت في الدراسات الإيرانية والبحوث التاريخية والأدبية. أسس مكتبة العامة في مسقط رأسه في 1970. و في 1972 نشر مجموعة شعرية له.
في عام 1976 منحت جامعة طهران دكتوراه فخرية في الآداب لبعض شخصيات منهم يغمائي. 

توفي في 14 مايو 1984 بطهران ودفن في مسقط رأسه.